# 战时生产委员会
战时生产委员会，亦作战时生产局（英語：War Production Board，WPB），是美国总统富兰克林·罗斯福于1942年设立的一个机构，负责掌控二战期间军工材料的使用。於1945年日本戰敗後解散。